# وایسنکیرشن آندر پرشلینگ
وایسنکیرشن آندر پرشلینگ (به آلمانی: Weißenkirchen an der Perschling) یک منطقهٔ مسکونی در اتریش است که در ناحیه زانکت پولتن-لاند واقع شده‌است. وایسنکیرشن آندر پرشلینگ ۲۳٫۸ کیلومتر مربع مساحت دارد ۲۲۰ متر بالاتر از سطح دریا واقع شده‌است.